# Первомайська селищна рада (Миколаївський район)
Первома́йська се́лищна ра́да — адміністративно-територіальна одиниця та орган місцевого самоврядування у Вітовському районі Миколаївської області. Адміністративний центр — селище міського типу Первомайське.

## Загальні відомості
- Населення ради: 5 366 осіб (станом на 2001 рік)

## Населені пункти
Селищній раді підпорядковані населені пункти:
- смт Первомайське
- с-ще Засілля
- с-ще Квітневе
- с. Новоселівка

## Склад ради
Рада складається з 24 депутатів та голови.
- Голова ради: Лаврова Любов Вікторівна

### Керівний склад попередніх скликань
| Прізвище, ім'я, по батькові           | Основні відомості                                                                            | Дата обрання | Дата звільнення |
| ------------------------------------- | -------------------------------------------------------------------------------------------- | ------------ | --------------- |
| Гусан Анатолій Васильович             | Селищний голова, 1949 року народження, член Соціал-демократичної партії України (об'єднаної) | 26.03.2006   | 31.10.2010      |
| Врубльовський Владислав Олександрович | Селищний голова, 2002 року народження, освіта вища, позапартійна                             | 31.10.2010   |                 |

Примітка: таблиця складена за даними сайту Верховної Ради України

### Депутати
За результатами місцевих виборів 2010 року депутатами ради стали:

#### За суб'єктами висування
| Суб'єкт висування                                       | Кількість обраних депутатів | %    |
| ------------------------------------------------------- | --------------------------- | ---- |
| Самовисування                                           | 14                          | 58,3 |
| Партія регіонів                                         | 6                           | 25   |
| Політична партія Всеукраїнське об'єднання «Батьківщина» | 2                           | 8,3  |
| Комуністична партія України                             | 1                           | 4,2  |
| Політична партія «Сильна Україна»                       | 1                           | 4,2  |

#### За округами
| № округу                                                | Прізвище, ім'я, по батькові           | Дата визнання обраним | Освіта             | Партійна приналежність                        | Відомості про обраного депутата                   |
| ------------------------------------------------------- | ------------------------------------- | --------------------- | ------------------ | --------------------------------------------- | ------------------------------------------------- |
| Комуністична партія України                             |                                       |                       |                    |                                               |                                                   |
| 20                                                      | Земляний Леонід Олексійович           | 10.11.2010            | середня            | член Комуністичної партії України             | тимчасово не працює                               |
| Партія регіонів                                         |                                       |                       |                    |                                               |                                                   |
| 2                                                       | Комісаренко Людмила Михайлівна        | 10.11.2010            | вища               | член Партії регіонів                          | Первомайська загальноосвітня школа, вчитель       |
| 5                                                       | Іценко Володимир Володимирович        | 10.11.2010            | середня            | член Партії регіонів                          | ТОВ «Юкрейніан Шугар компані», слюсар             |
| 8                                                       | Асютченко Світлана Миколаївна         | 10.11.2010            | середня спеціальна | член Партії регіонів                          | Первомайський дитсадок, вихователь                |
| 11                                                      | Пурдик Павло Михайлович               | 10.11.2010            | середня            | член Партії регіонів                          | тимчасово не працює                               |
| 19                                                      | Зайцева Ірина Василівна               | 10.11.2010            | вища               | член Партії регіонів                          | ВАТ «Засільське ХПП», головний бухгалтер          |
| 22                                                      | Анічкіна Алла Оттівна                 | 10.11.2010            | середня спеціальна | член Партії регіонів                          | приватний підприємець                             |
| Політична партія Всеукраїнське об'єднання «Батьківщина» |                                       |                       |                    |                                               |                                                   |
| 10                                                      | Іваніщева Людмила Валентинівна        | 10.11.2010            | середня            | член Всеукраїнського об'єднання «Батьківщина» | тимчасово не працює                               |
| 18                                                      | Місюкевич Людмила Михайлівна          | 10.11.2010            | середня спеціальна | член Всеукраїнського об'єднання «Батьківщина» | Квітневий дитсадок, завідувачка                   |
| Політична партія «Сильна Україна»                       |                                       |                       |                    |                                               |                                                   |
| 12                                                      | Шевченко Алла Борисівна               | 10.11.2010            | середня спеціальна | член Політичної партії «Сильна Україна»       | Первомайська селищна бібліотека, завідувачка      |
| Самовисування                                           |                                       |                       |                    |                                               |                                                   |
| 1                                                       | Головенко Наталія Василівна           | 10.11.2010            | середня спеціальна | позапартійна                                  | Первомайська дільнична лікарня, медична сестра    |
| 3                                                       | Попова Ольга Олександрівна            | 10.11.2010            | середня            | позапартійна                                  | ТОВ «Юкрейніан Шугар компані», комірник           |
| 4                                                       | Андрієнко Ірина Вікторівна            | 10.11.2010            | вища               | позапартійна                                  | Первомайська загальноосвітня школа, вчитель       |
| 6                                                       | Фрондзей Надія Юріївна                | 10.11.2010            | середня спеціальна | позапартійна                                  | приватний підприємець                             |
| 7                                                       | Лепешко Людмила Борисівна             | 10.11.2010            | середня спеціальна | позапартійна                                  | пенсіонер                                         |
| 9                                                       | Кононенко Олег Анатолійович           | 10.11.2010            | середня спеціальна | позапартійний                                 | приватний підприємець                             |
| 13                                                      | Журова Ірина Іванівна                 | 10.11.2010            | середня спеціальна | позапартійна                                  | Первомайська селищна рада, секретар               |
| 14                                                      | Поліщук-Овчаренко Вікторія Вікторівна | 10.11.2010            | вища               | член Партії регіонів                          | Засільська загальноосвітня школа, вчитель         |
| 15                                                      | Паладій Оксана Олексіївна             | 10.11.2010            | вища               | позапартійна                                  | Первомайська загальноосвітня школа, вчитель       |
| 16                                                      | Бельбас Олександр Петрович            | 10.11.2010            | вища               | позапартійний                                 | Первомайська загальноосвітня школа, вчитель       |
| 17                                                      | Богданець Антоніна Миколаївна         | 10.11.2010            | середня            | позапартійна                                  | тимчасово не працює                               |
| 21                                                      | Щербина Наталія Петрівна              | 10.11.2010            | середня спеціальна | позапартійна                                  | Первомайський центр захисту населення, спеціаліст |
| 23                                                      | Хильчук Юрій Миколайович              | 10.11.2010            | середня спеціальна | позапартійний                                 | Новоселівська загальноосвітня школа, вчитель      |
| 24                                                      | Пастушенко Віталій Андрійович         | 10.11.2010            | вища               | позапартійний                                 | Первомайська загальноосвітня школа, вчитель       |